# Далах мак Муйрхертайг
Далах мак Муйрхертайг (др.‑ирл. Dalach mac Muirchertaig; убит в 870) — король Кенел Конайлл до 870 года.

## Биография
Далах мак Муйрхертайг властвовал над септом Кенел Луйгдех, родоначальником правившего рода которого был Лугайд, праправнук верховного короля Ирландии Ниалла Девять Заложников. Его семья принадлежала к младшей ветви династии, владевшей землями северо-ирландского суб-королевства Кенел Конайлл. Однако ни один из предков Далаха по прямой мужской линии вплоть до Лугайда так и не сумел добиться права носить королевский титул. Только Далаха исторические источники наделяют титулом правителя всего Кенел Конайлл.
Предыдущим правителем Кенел Конайлл, о котором сообщается в ирландских анналах, был Маэл Брессайл мак Мурхада, представитель старшей ветви правившей династии, погибший в сражении в 819 году. В исторических источниках отсутствуют какие-либо сведения о том, когда и при каких обстоятельствах Далах мак Муйрхертайг встал во главе всего суб-королевства. Возможно, что он даже не был непосредственным преемником Маэл Брессайла на престоле. Анналы называют Далаха герцогом (лат. dux), а не королём, что может свидетельствовать об упадке власти правителей Кенел Конайлл в это время. Единственное достоверное свидетельство о Далахе мак Муйрхертайге — сообщение о его убийстве в 870 году, совершённом его неназванным по имени родственником.
Хотя Далах мак Муйрхертайг имел сына Эйхнехана, в начале X века также бывшего королём Кенел Конайлл, следующим упоминаемым в анналах правителем этого суб-королевства стал Маэл Брессайл мак Маэл Дорайд, правнук погибшего в 819 году короля Маэл Брессайла. В Позднее Средневековье представители знатного ирландского рода О’Доннелл возводили к Далаху свои родословные и считали его первым суверенным правителем Тирконнелла.